# Nicolas Philibert
Nicolas Philibert (Nancy, 10 januari 1951) is een Frans filmregisseur en acteur.

## Filmografie
- La voix de son maître (1978)
- Vas-y Lapébie! (1988)
- La ville Louvre (1990)
- Le pays des sourds (1992)
- Un animal, des animaux (1996)
- La moindre des choses (1997)
- Qui sait? (1999)
- Être et avoir (2002)
- Retour en Normandie (2007)
- Nénette (2010)
- La maison de la radio (2013)
- De chaque instant (2018)
- Sur l'Adamant (2023)
- Averroès & Rosa Parks (2024)

- Biblioteca Nacional de España: XX4793165
- Bibliothèque nationale de France: cb14066200z (data)
- CiNii: DA14433571
- Gemeinsame Normdatei: 128387556
- International Standard Name Identifier: 0000 0001 1648 9726
- Library of Congress Control Number: n2003053963
- Nationale Bibliotheek van Israël: 987007426840705171
- Nederlandse Thesaurus van Auteursnamen: 070958033
- Système universitaire de documentation: 060459026
- Virtual International Authority File: 56815492